# William Pirrie
William James Pirrie, 1.º Visconde Pirrie KP PC (Ire) (Quebec, 31 de maio de 1847 – Oceano Atlântico, 7 de junho de 1924), foi um construtor de navios, empresário britânico e diretor da International Mercantile Co.. Ele foi presidente dos estaleiros da Harland and Wolff, em Belfast, entre 1895 até sua morte, também servindo como Lorde Prefeito de Belfast, de 1896 a 1898. Junto com Joseph Bruce Ismay da White Star Line, ele idealizou, em 1907, a construção da Classe Olympic de transatlânticos.